# Lederia arctica
Lederia arctica is een keversoort uit de familie zwamspartelkevers (Melandryidae). De wetenschappelijke naam van de soort werd in 1893 gepubliceerd door George Henry Horn.